# Jessie
Jessie é uma série do Disney Channel protagonizada por Debby Ryan. A série foi criada por Pamela Eells O'Connell, a mesma criadora da série The Suite Life on Deck e retrata a vida de Jessie, uma jovem que se muda do Texas para Nova York e se torna babá de quatro crianças da familia Ross.
A 11 de março de 2012, a Disney anunciou que Jessie fora renovada para uma segunda temporada e que um telefilme baseado na série estava em desenvolvimento. Esteve no ar na Disney channel , mas em Portugal também foi transmitida na SIC no bloco Disney Kids (já extinto) e no Disney Cinemagic Portugal que também já foi extinto. A 28 de março de 2013, a série foi renovada para uma terceira temporada, com produção programada para recomeçar em Julho de 2013. Em 20 de maio de 2014, a série foi renovada para uma quarta e última temporada, com a  produção programada para recomeçar em Agosto de 2014, e irá estrear em Janeiro de 2015.
A 25 de fevereiro de 2015, o Disney Channel anunciou oficialmente o fim da série após a sua quarta temporada, totalizando um total de 101 episódios. No mesmo dia, a Disney lançou uma primeira temporada de um spin-off, intitulado Bunk'd, com Peyton List, Karan Brar e Skai Jackson como personagens principais. A estreia ocorreu no dia 31 de julho de 2015 e atualmente está na 4ª temporada.

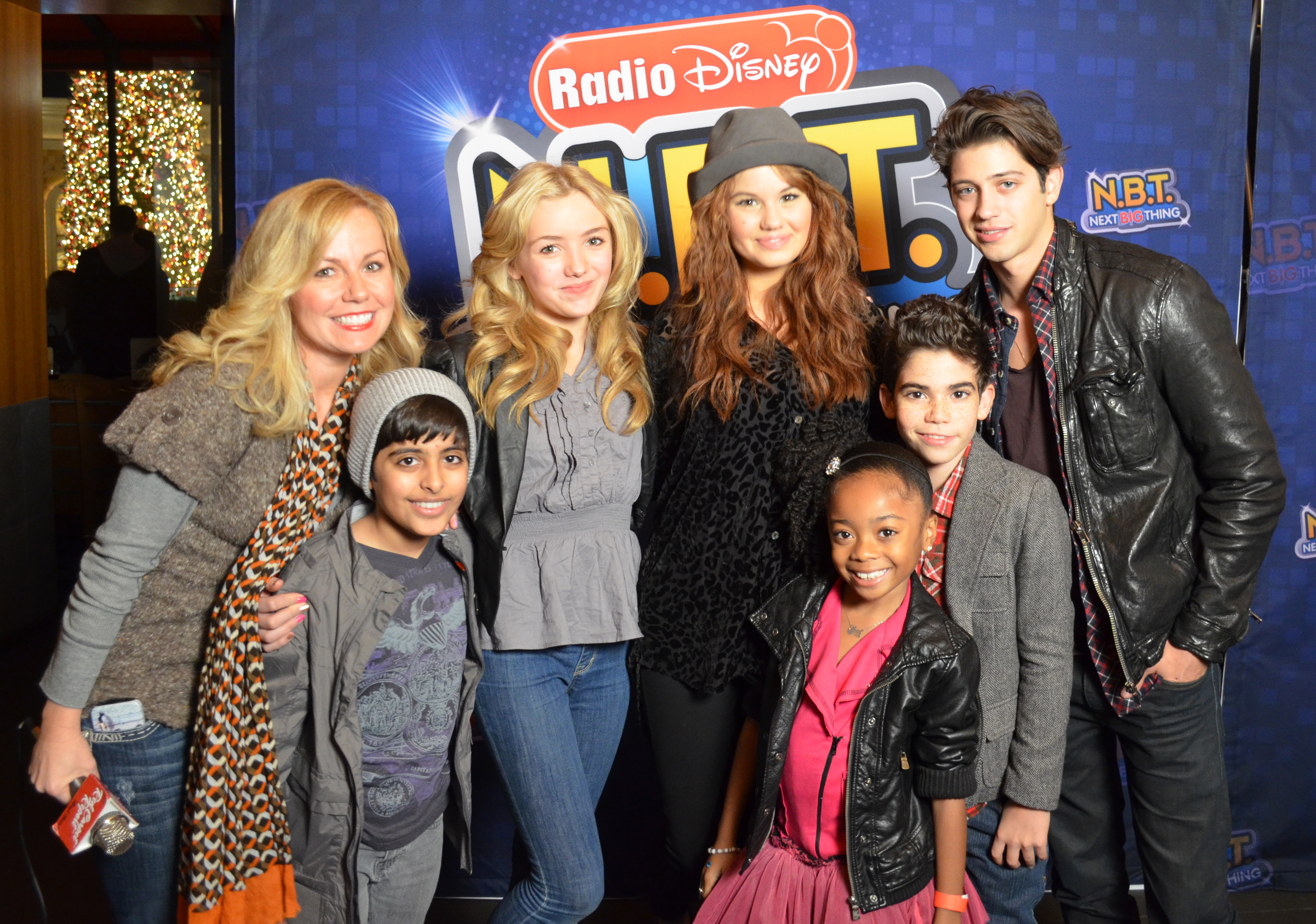
Elenco de Jessie

A série chegou ao fim, no dia 16 de Outubro de 2015, com o episódio "Jessie Goes to Hollywood" nos EUA  a 23 de janeiro de 2016 no Brasil e no dia 18 de marco de 2016 em Portugal. A série já foi adaptada para a Índia, com alteração dos atores. Também já foi exibida pela TV Globo (parabólica) na faixa do Praça TV 1ª Edição.

## História
Jessica "Jessie" Prescott, uma jovem garota de 18 anos, se muda do Texas para Nova York, para finalmente morar sozinha. Com uma chance de conseguir um emprego fixo, Jessie torna-se ama de 4 filhos dos dois ricos da TV. Agora, Jessie aprenderá a ser uma típica adolescente nova-iorquina, metendo-se em diversas encrencas com seus novos "amigos". A série ainda segue o porteiro jovem, Tony, o qual Jessie logo se apaixona, e o mordomo egocêntrico, Bertram.

## Elenco e personagens
- Jessica "Jessie" Prescott  (Debby Ryan ) - Jessie é uma doce e meiga adolescente de 18 anos (19 na 2ª temporada,20 na 3ª e 21 na 4ª) que vai morar em Nova York, sozinha, em busca de ser atriz. Mas, a vida de Jessie dá uma reviravolta quando se torna ama de quatro crianças, filhos de grandes realizadores da TV. Ela também é divertida, amável e muito amigável! Tem grandes sonhos em Nova York e está determinada a realizá-los.
- Emma Evangeline Ross (Peyton Roi List) - Emma é a única filha biológica dos Ross, a menina de 13 anos ( 14 na 2ª temporada, 15 na 3ªe 16 na 4ª). É bonita, gosta de participar em eventos escolares. Emma é uma menina doce e muito motivada. Se preocupa muito com sua aparencia
- Lucas "Luke" Philbert Ross (Cameron Boyce) - Luke foi adotado aos 5 anos em Detroit. Hoje tem 12 anos (13 na 2ª temporada, 14 na 3ª e 15 na 4ª), gosta de dançar, de jogar videogames e basquetebol. Mal conheceu Jessie, apaixonou-se por si. Luke adora causar problemas.
- Ravi Gupta Balassupramanion Ross (Karan Brar) - Ravi também é adotado e, tem 10 anos (11 na 2ª temporada, 12 na 3ª e 13 na 4ª) , e veio da Índia. Gosta de videogames e tem um lagarto gigante, que mais tarde descobre ser uma lagarto-fêmea. Ele é cromo e nada atlético, o que faz com que a Sr.a Kipling (o lagarto) seja a sua única melhor amiga.
- Zuri Zenobia Ross (Skai Jackson) - Zuri foi adotada na África, tem 7/8 anos (8/9 na 2ª temporada, 9/10 na 3ª temporada e 11 na 4ª temporada ) e é muito imaginativa e criativa. Tem vários amigos imaginários, e a mais mencionada é a sereia Milly, que, segundo Zuri, foi "assassinada" por um peixe-espada.
- Bertram Winkle (Kevin Chamberlin) - Bertram é o mordomo dos Ross. Ele também ajuda Jessie a cuidar das 4 crianças da casa. Tem um lado sarcástico que usa a toda a hora. Bertram não tem amigos, o que faz com que trate os utensílios de cozinha como amigos, embora adore – secretamente – os Ross.

### recorrentes
- Sra. Kipling (Frank Sylvers) - A Sra. Kipling é o animal de estimação da família Ross. Foi criado desde que era um ovo por Ravi. É um varano-malaio de 2 metros. Assusta muito Jessie, como mostra um dos episódios da 1ª temporada. É revelado no final da 1ª temporada que, na verdade, o Sr. Kipling é fêmea, quando Ravi, Jessie e Luke descobrem os seu ovos na varanda de casa.
- Anthony Alexander "Tony" Chiccolini (Chris Galya) - Tony é o porteiro do condomínio dos Ross, ele tem 20 anos (21 na 2ª temporada e 22 da 3ª) e foi namorado de Jessie, mas eles romperam no episódio Separar e Juntar.
- Morgan Ross (Charles Esten) - Morgan é pai das 4 crianças Ross e é um grande e famoso produtor cinematográfico. É casado com Christina.
- Christina Ross (Christina Moore) - Cristina é a mãe das 4 crianças Ross, antes era Super-Modelo, e, agora, tornou-se uma empresária. É casada com Morgan.
- Sra. Rhoda Chesterfield (Carolyn Hennesy) - Sra. Rhoda Chesterfield vive no prédio onde moram as crianças e tem um cão da raça chihuahua chamado Zeus. Ela é perdidamente apaixonada por Bertram e faz de tudo para o conquistar.a familia Ross tem medo dessa garota.
- Connie Tompson (Sierra McCormick) - Chamam-lhe Connie Arrepios (Connie Sinistra ou Connie Cruela, no Brasil) por ter uma obsessão por Luke e agir de forma sinistra. Ela aterroriza o lar dos Ross e tenta ficar com Luke de qualquer maneira.

| Personagens               | Ator/Atriz       | Jessie       | Jessie       | Jessie       | Jessie       | Bunk'd       | Bunk'd       | Bunk'd       | Bunk'd    | Bunk'd       | Bunk'd    |
| Personagens               | Ator/Atriz       | 1            | 2            | 3            | 4            | 1            | 2            | 3            | 4         | 5            | 6         |
| ------------------------- | ---------------- | ------------ | ------------ | ------------ | ------------ | ------------ | ------------ | ------------ | --------- | ------------ | --------- |
| Jessie prescott           | Debby Ryan       | Protagonista | Protagonista | Protagonista | Protagonista | Ausente      | Ausente      | Ausente      | Ausente   | Ausente      | Ausente   |
| Emma Ross                 | Peyton Roi List  | Protagonista | Protagonista | Protagonista | Protagonista | Protagonista | Protagonista | Protagonista | Ausente   | Participação | Ausente   |
| Luke Ross                 | Cameron Boyce    | Protagonista | Protagonista | Protagonista | Protagonista | Participação | Participação | Ausente      | Ausente   | Ausente      | Ausente   |
| Ravi Ross                 | Karan Brar       | Protagonista | Protagonista | Protagonista | Protagonista | Protagonista | Protagonista | Protagonista | Ausente   | Ausente      | Ausente   |
| Zuri Ross                 | Skai Jackson     | Protagonista | Protagonista | Protagonista | Protagonista | Protagonista | Protagonista | Protagonista | Ausente   | Ausente      | Ausente   |
| Bertram                   | Kevin Chamberlin | Protagonista | Protagonista | Protagonista | Protagonista | Participação | Ausente      | Ausente      | Ausente   | Ausente      | Ausente   |
| Miranda May               | Lou Hockhauser   | Ausente      | Ausente      | Ausente      | Ausente      | Principal    | Principal    | Principal    | Principal | Principal    | Principal |
| Kevin Quinn               | Xander McCormick | Ausente      | Ausente      | Ausente      | Ausente      | Principal    | Principal    | Ausente      | Ausente   | Ausente      | Ausente   |
| Nathan Arenas             | Jorge Ramirez    | Ausente      | Ausente      | Ausente      | Ausente      | Principal    | Principal    | Ausente      | Ausente   | Ausente      | Ausente   |
| Nina Lu                   | Tiffany Chen     | Ausente      | Ausente      | Ausente      | Ausente      | Principal    | Principal    | Ausente      | Ausente   | Ausente      | Ausente   |
| Mallory James Mahoney     | Destiny Baker    | Ausente      | Ausente      | Ausente      | Ausente      | Ausente      | Ausente      | Principal    | Principal | Principal    | Principal |
| Will Buie Jr.             | Finn Sawyer      | Ausente      | Ausente      | Ausente      | Ausente      | Ausente      | Ausente      | Principal    | Principal | Principal    | Principal |
| Raphael Alejandro         | Matteo Silva     | Ausente      | Ausente      | Ausente      | Ausente      | Ausente      | Ausente      | Principal    | Principal | Principal    | Principal |
| Shelby Simmons            | Ava King         | Ausente      | Ausente      | Ausente      | Ausente      | Ausente      | Ausente      | Ausente      | Principal | Principal    | Principal |
| Scarlett Estevez          | Gwen Flores      | Ausente      | Ausente      | Ausente      | Ausente      | Ausente      | Ausente      | Ausente      | Principal | Participação | Ausente   |
| Israel Johnson            | Noah Lambert     | Ausente      | Ausente      | Ausente      | Ausente      | Ausente      | Ausente      | Ausente      | Principal | Principal    | Principal |
| Trevor Tordjman           | Parker Preston   | Ausente      | Ausente      | Ausente      | Ausente      | Ausente      | Ausente      | Ausente      | Ausente   | Principal    | Principal |
| Sra. Kipling (Sr. 1 Temp) | Frank Sylvers    | Recorrente   | Recorrente   | Recorrente   | Recorrente   | Recorrente   | Recorrente   | Recorrente   | Ausente   | Ausente      | Ausente   |
| Tony                      | Chris Galya      | Recorrente   | Recorrente   | Recorrente   | Recorrente   | Ausente      | Ausente      | Ausente      | Ausente   | Ausente      | Ausente   |
| Morgan Ross               | Charles Esten    | Recorrente   | Ausente      | Ausente      | Ausente      | Participação | Ausente      | Ausente      | Ausente   | Ausente      | Ausente   |
| Christina Ross            | Christina Moore  | Recorrente   | Participaçāo | Participaçāo | Participaçāo | Participaçāo | Ausente      | Ausente      | Ausente   | Ausente      | Ausente   |
| Sra. Rhoda                | Carolyn Hennesy  | Recorrente   | Recorrente   | Recorrente   | Recorrente   | Ausente      | Ausente      | Ausente      | Ausente   | Ausente      | Ausente   |
| Connie Tompson            | Sierra McCormick | Recorrente   | Ausente      | A.Secundária | Ausente      | Ausente      | Ausente      | Ausente      | Ausente   | Ausente      | Ausente   |

## Produção
A série foi criada por Pamela Eells O'Connell, (também criadora de The Suite Life of Zack & Cody e The Suite Life on Deck, que queria criar uma série sobre uma adolescente que torna-se uma ama. Debby Ryan foi a primeira a ser escalada para protagonizar a série, logo após a finalização de The Suite Life on Deck. As gravações do seriado iniciaram-se em 30 de janeiro de 2011, com o episódio piloto dirigido por Sean McNamara. A série estreou nos Estados Unidos dia 30 de setembro de 2011 com 4,6 milhões de audiência.

## Episódios
| Temporada | Temporada | Episódios | Exibição original      | Exibição original      | Exibição no Brasil     | Exibição no Brasil     | Exibição em Portugal    | Exibição em Portugal  |
| Temporada | Temporada | Episódios | Estreia                | Final                  | Estreia                | Final                  | Estreia                 | Final                 |
| --------- | --------- | --------- | ---------------------- | ---------------------- | ---------------------- | ---------------------- | ----------------------- | --------------------- |
|           | 1         | 26        | 30 de setembro de 2011 | 7 de setembro de 2012  | 26 de novembro de 2011 | 19 de dezembro de 2012 | 10 de fevereiro de 2012 | 22 de março de 2013   |
|           | 2         | 28        | 5 de outubro de 2012   | 13 de setembro de 2013 | 30 de dezembro de 2012 | 29 de novembro de 2013 | 22 de março de 2013     | 10 de janeiro de 2014 |
|           | 3         | 27        | 5 de outubro de 2013   | 28 de novembro de 2014 | 8 de dezembro de 2013  | 21 de dezembro de 2014 | 10 de janeiro de 2014   | 23 de janeiro de 2015 |
|           | 4         | 20        | 9 de janeiro de 2015   | 16 de outubro de 2015  | 4 de abril de 2015     | 23 de janeiro de 2016  | 10 de abril de 2015     | 18 de março de 2016   |

## Dublagem
| Personagem        | Dublagem                                          | Dobragem                                                                           |
| ----------------- | ------------------------------------------------- | ---------------------------------------------------------------------------------- |
| Jessie            | Jussara Marques                                   | Mónica Garcez                                                                      |
| Zuri              | Isabella Guarnieri                                | Rita Tristão                                                                       |
| Emma              | Gabriela Milani                                   | Carla Garcia                                                                       |
| Ravi              | Matheus Ferreira                                  | Helena Montez                                                                      |
| Luke              | Vyni Takahashi                                    | Guilherme Macedo (1ª até á 3ª temporada) André Raimundo (a partir da 4ª temporada) |
| Bertram           | Antônio Moreno                                    | Carlos Alberto Macedo                                                              |
| Cristina          | Letícia Quinto                                    | Sónia Neves                                                                        |
| Morgan            | Ricardo Sawaya                                    | Paulo Oom                                                                          |
| Tony              | Michel Di Fiori                                   | Peter Michael                                                                      |
| Sra. Chesterfield | Denise Reis (1ª voz) e Cecília Lemes (2ª voz)     | Isabel Ribas                                                                       |
| Stuart            | Angélica Santos (1ª voz) e Pedro Volpato (2ª voz) | Adriana Moniz                                                                      |

|                      | Brasil              | Portugal         |
| -------------------- | ------------------- | ---------------- |
| Diretor de Dublagem  | Jussara Marques     | Carmen Santos    |
| Tradutor             | Marco Aurélio Nunes | Rita Santos      |
| Adaptação            |                     | Carmen Santos    |
| Técnico de Mixagem   | Damian Seoane       |                  |
| Dublado nos Estúdios | TV Group Digital    | Matinha Estúdios |
|                      |                     |                  |

## Prémios e indicações
| Ano  | Prémio              | Categoria                                 | Por        | Resultado | Ref.                 |
| ---- | ------------------- | ----------------------------------------- | ---------- | --------- | -------------------- |
| 2012 | Young Artist Awards | Jovem Actor Coadjuvante                   | Karan Brar | Venceu    | [ 10 ] [ 11 ] [ 12 ] |
| 2014 | Kids' Choice Awards | Melhor Série de TV                        | Jessie     | Indicado  |                      |
| 2014 | Kids' Choice Awards | Melhor Actriz de TV                       | Debby Ryan | Indicado  |                      |
| 2015 | Kids' Choice Awards | Melhor Serie de TV                        | Jessie     | Indicado  |                      |
| 2015 | Kids' Choice Awards | Melhor Actriz de TV                       | Debby Ryan | Indicado  |                      |
| 2016 | Kids' Choice Awards | Programa de TV Favorito - Infantil        | Jessie     | Indicado  | [ 13 ]               |
| 2016 | Kids' Choice Awards | Actriz de TV Favorita - Programa Infantil | Debby Ryan | Indicado  | [ 13 ]               |